# Yokpo
Yokpo è un arrondissement del Benin situato nella città di Zè (dipartimento dell'Atlantico) con 6.107 abitanti (dato 2006).